# Haute-Savoie
Haute-Savoie ( fransk udtale ?) er et fransk departement i regionen Auvergne-Rhône-Alpes. Hovedbyen er Annecy.
Der er 4 arrondissementer, 17 kantoner og 281 kommuner i Haute-Savoie. Navnet kan oversættes til Høje-Savoie.

## Historie
Departementet Haute-Savoie blev først oprettet i 1860, da det, i forbindelse med indgåelsen af Torinotraktaten, blev løsrevet fra Piemonte-Sardinien. Det indgik herefter i den historiske provins Savoie sammen med nabodepartementet Savoie. I den nyere historie højtideligholder man, at man i august 1944 endeligt blev befriet fra de tyske tropper.

## Geografi
Departementet er placeret i den nordligste del af de franske alper og grænser, udover til Schweiz og Italien, også op til Genevesøen, som med sine 582 km2 er Centraleuropas næststørste ferskvandssø efter Balatonsøen i Ungarn. I departementet ligger også Annecysøen, som er Eruopas reneste, derudover er der 3.500 km vandløb, 179.000 ha skov og 22.000 ha naturreservater. Som en del af alperne er gennemsnitshøjden i departementet 1.160 meter.
- Udsigt over Saint-Gervais-les-Bains i vinterklæder
- En bjergbuk i Haute-Savoies bjerge
- Haute-Savoie
- Typisk landskab i Haute-Savoie

## Økonomi
Økonomien i departementet er ret forskelligartet og består både af industri, der er således placeret flere store industrivirksomheder indenfor så forskellige brancher som elektronik, fødevarefremstilling, kemi, medicinal og IT, af håndværkervirksomheder, som er Europas førende indenfor industriel metaldrejning, mekaniske virksomheder, tekstilforarbejdning og transport. Regionens traditionsrige landbrug står stadig stærkt i Haute-Savoie. Derudover har man her, som i resten af regionen, siden 60'erne set en støt stigning i indkomst fra turisme, særligt skituristerne i vintersæsonen, lægger mange penge i området, når de besøger nogle af de 50 skibyer i departementet, herunder kendte steder som Chamonix og Megève. Om sommeren tilbyder man turisterne bjergbestigning, mountainbike og forskellige vandaktiviteter på søer og floder.